# Annemie Wolffbrug
De Annemie Wolffbrug (brug 2060) is een nog te bouwen brug in Amsterdam-Oost.
De zestig meter lange brug wordt in 2023 en 2025 gebouwd en zal in de Pampuslaan de verbinding verzorgen tussen het Haveneiland en het Centrumeiland binnen de wijk IJburg. Alhoewel de brug nog gebouwd moest worden kreeg ze al in 2018 haar naam, een vernoeming naar fotografe Annemie Wolff. Het adviesorgaan dat de namen (CNOR, in 2021 opgeheven) beheert zag er in eerste instantie niets in, toch werd de naam overgenomen. Net als de verderop gelegen Lee Millerbrug is de brug ontworpen door het bureau van Nicholas Grimshaw, die eerder al de Enneüs Heermabrug ontwierp. De brug zal behalve auto-, voet- en fietsverkeer ook tramlijn 26 (IJtram) moeten dragen. 

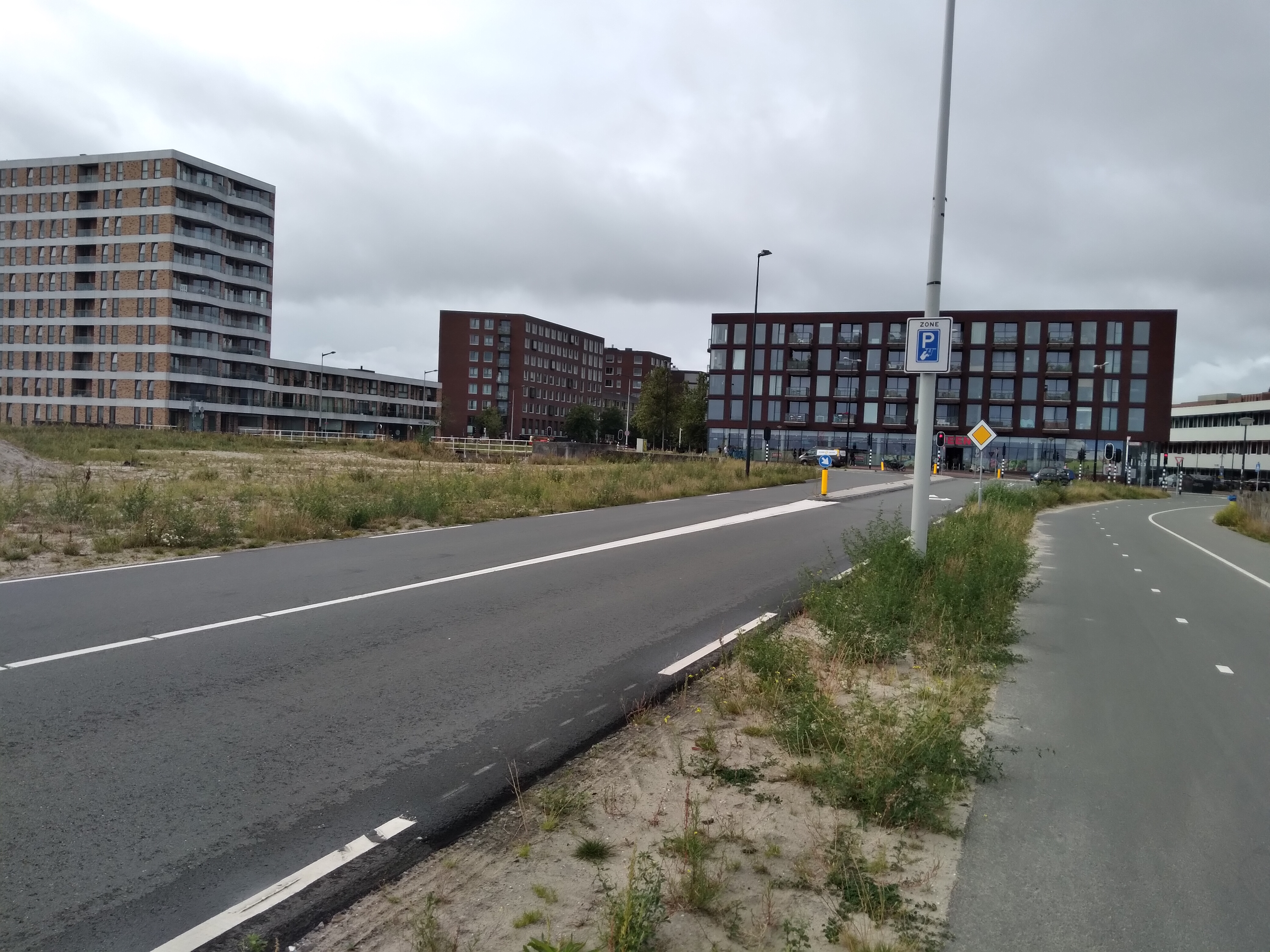
Links bouwplaats brug, rechts werkweg van de Pampuslaan (september 2021)

<<< · 2000 · 2001 · 2002 · 2003 · 2004 · 2005 · 2006 · 2007 · 2008 · 2009 · 2010 · 2011 · 2012 · 2013 · 2014 · 2015 · 2016 · 2017 · 2018 · 2019 · 2020 · 2021 · 2022 · 2023 · 2025 · 2026 · 2027 · 2028 · 2029 · 2030 · 2031 · 2032 · 2033 · 2034 · 2035 · 2036 · 2037 · 2038 · 2039 · 2040 · 2041 · 2042 · 2043 · 2044 · 2045 · 2046 · 2047 · 2048 · 2050 · 2051 · 2054 · 2060 · 2080 · 2085 · 2086 · 2087 · 2088 · 2089 · 2090 · 2091 · 2092 · 2093 · 2094 · 2095 · 2096 · 2097 · 2098 · 2099
De overige brugnummers waren in januari 2022 (nog) niet bekend; de Uyllanderbrug ligt officieel in Diemen, maar heeft de Amsterdamse nummering 2007.